# Abra-Katasztrófa!
Az Abra-Katasztrófa! (angol címén Abra-Catastrophe!) az amerikai Tündéri keresztszülők rajzfilmsorozat első tévéfilmje, amelyet 2003. július 12-én mutatott be Amerikában a Nickelodeon. A magyar bemutató ismeretlen. Kronológiailag ez a rész a harmadik évad tizenkettedik része, és összességében a negyvenkilencedik része a sorozatnak. Az epizód egy nagy filmnek számít, de a tévécsatornák három részre darabolva adták le.

## Cselekmény
Timmy Turner, a sorozat főszereplője, nagyon jól viselkedett egy évig, és ezért kap egy varázslatos erőkkel rendelkező muffint, amellyel bármit kívánhat. Igen ám, de a sztori során a különleges ételdarab először egy majomhoz kerül, aki azt kívánja, hogy a világot a majmok uralják, végül a muffin hősünk őrült tanárához, Mr. Crockerhöz kerül, aki szokásához híven be akarja bizonyítani, hogy Timmy-nek tündérei vannak. Célja beteljesítése érdekében elkapja Timmy egyik tündérét, Wandát, és az ő erejével átveszi a világ felett az uralmat. (A film során Crocker elkapja Timmy másik tündérét, Cosmót is.)  Rózsaszín sapkás főszereplőnk most igen nagy bajba sodorta saját magát. Timmy-nek most minden erejét be kell vetnie, hogy legyőzze a tanárát. Nem lesz egyszerű dolog, hiszen most tényleg megállíthatatlan az őrült tanár.

## Fogadtatás
A műsor első tévéfilmje sikert aratott, megjelent DVD-n és VHS-en is. Később egy képregény is készült a filmből, amely a cselekmény szintén jelentős részét képező Majmok bolygója-paródiából állt, amelyben a majmok veszik át a világ felett az uralmat.